# 世界で働くお父さん
世界で働くお父さん（せかいではたらくおとうさん）はテレビ東京系列で2011年から2017年まで、5月と9月に放送されたドキュメンタリー番組である。

## 概要
世界で働くお父さんを持つ子供達が夏休みや春休みといった長期休暇を利用して、遠く離れた異国まで会いに行くドキュメンタリー番組である。毎回3組前後の家族が出演し、子供達が異国に向かう道中や、実際にお父さんが働いている様子、親子の対面とひと時のふれ合い、そして別れまでを取材した。
お父さんには当番組のことは知らされず、架空のドキュメンタリー番組を収録する体裁の中で子供達と対面する、いわゆるサプライズ演出の形式を採っていた。公式サイトでの募集要項にも「ご応募されたことはお父さんには内緒でお願いします」と記されていた。
スタジオパートのMCは男性のメインMCと女性のアシスタントMCが1名（組）ずつ務めており、番組初期に出演していたつるの剛士が最多でMCを務めた。また、第9回、第11回以外は事実上のレギュラーとして徳光和夫が毎回出演した。第11回はスタジオパートが無かった。

### 海外での放送
台湾では國興衛視によって「使命必達！爸爸我來了」というタイトルでオリジナルのVTRに字幕が付け加えられて放送された。
香港では香港電視廣播有限公司によって「萬里尋爸」というタイトルで放送されたが、VTRが再編集された上に吹き替えとスタジオトークが加えられており、オリジナルとは少し雰囲気が異なった放送になっていた。

## 出演者

### メインMC
- つるの剛士（第1・2・4・5・7回）
- 田中直樹（ココリコ）（第3回）
- 佐藤隆太（第6回）
- 東貴博（Take2）（第8-10回）
- タカアンドトシ（第12回）

### アシスタントMC
- ベッキー（第1回）
- スザンヌ（第2・6回）
- 小林麻耶（第3回）
- 木下優樹菜（第4・7回）
- 藤本美貴（第5回）
- 嗣永桃子（第8回）
- 広瀬アリス（第9回）
- 百田夏菜子（ももいろクローバーZ）（第10回）
- 小芝風花（第12回）

### ナレーター
- 原田知世（第1-12回）
- 石塚英彦（第1回）
- 天野ひろゆき（キャイ〜ン）（第2-12回）
- えなりかずき（特別編）
- 緒川たまき（特別編）

### 海外レポーター
- レッド吉田（TIM）（第1回）
- 熊切あさ美（第1回）
- 石井康太（やるせなす）（第1回）

### ゲスト
- 徳光和夫（第1-8・10・12回）
- 北斗晶（第2・3・5・7-9回）
- あき竹城（第4回）
- 宮崎美子（第6回）
- 関根勤（第9回）
- 松本伊代（第10回）
- くわばたりえ（第12回）
- 鈴木福（第12回）

## 放送リスト
| 回数   | 放送日         | 日時                 |
| ------ | -------------- | -------------------- |
| 第1回  | 2011年9月23日  | 19:00 - 20:54(114分) |
| 第2回  | 2012年5月4日   | 21:00 - 22:48(108分) |
| 第3回  | 2012年9月23日  | 19:54 - 21:48(114分) |
| 第4回  | 2013年5月3日   | 21:00 - 22:48(108分) |
| 第5回  | 2013年9月16日  | 19:54 - 21:54(120分) |
| 特別編 | 2014年1月3日   | 15:00 - 17:00(120分) |
| 第6回  | 2014年5月24日  | 19:54 - 21:48(114分) |
| 第7回  | 2014年9月21日  | 19:54 - 21:48(114分) |
| 第8回  | 2015年5月10日  | 19:54 - 21:48(114分) |
| 第9回  | 2015年9月20日  | 19:54 - 21:48(114分) |
| 第10回 | 2016年5月1日   | 19:54 - 21:48(114分) |
| 第11回 | 2016年12月30日 | 8:50 - 9:59(69分)    |
| 第12回 | 2017年5月7日   | 19:54 - 21:54(120分) |

## スタッフ

### 第12回放送分
- TD：野瀬一成
- CAM：小張雄三（第12回）
- VE：小出一貴（第12回）
- 音声：光山由貴子（第12回）
- 照明：塚生崇
- 美術：小野清菜（第12回）
- 大道具：増山達也（第12回）
- 小道具：舘直樹（第12回）
- アクリル装飾：ナカムラ綜美（第4・5・12回）
- モニター：東京TUBE
- メイク：山田かつら
- ロケ撮影：安藤孝之・二方昭雄（二方→第3 - 5回）・倉渕宏幸（安藤・倉渕→第12回）
- 音響効果：渡邉みさき
- タイトルロゴ：奥田真也（第12回）
- 模型：J.l.V.A.
- EED：普津澤航（aai）
- MA：岡田晋一（aai）
- 技術協力：テクノマックス、aai
- 番宣：吉田麻紀子
- デスク：後藤由枝
- 制作協力：日経映像、スーパーテレビジョン（スーパー→第12回）
- 演出補：長瀬雅和・尾嶌幸佑・深田彩・小佐井正美（第12回）
- AP：遠藤充子・高橋真由美（第12回）
- ディレクター：丹羽秀樹・中川健太郎・八木央・植木光雄（第12回）、西敬輔（西→第3 - 5回）
- 総合演出：園畑将基
- プロデューサー：清水昇、根本宏行、工藤真一（清水・工藤→第12回）
- チーフプロデューサー：深谷守（第12回）
- 制作・著作：テレビ東京

### 過去のスタッフ
- 構成：ヒロハラノブヒコ・石井裕之（第3・4回）、折戸泰二郎（第5回）
- CAM：藤本茂樹（第3回）、西村光平（第4・5回）
- VE：辻源之（第3・4回）、佐藤誠二（第5回）
- 音声：西山恵美子（第3回）、永久保仁志（第4・5回）
- 美術：宇野純一
- デザイン：本橋智子
- 電飾：コマデン（第4・5回）
- 大道具：増山達也（第3回）、東宝舞台（第4・5回）
- 小道具：渡辺貴俊（第3回）、テレフィット（第4・5回）
- 電飾：及川博康（第3回）
- アクリル装飾：是安弘樹（第3回）
- ロケ撮影：山森義明（第3回）、大手洋行（第4回）、大木大介・斎藤一仁（第3 - 5回）
- リサーチ：角田さち代（第3、4回）、スコープ
- CG：大前サトル（第3、4回）
- EED：城石光（aai）
- 番宣：鈴木紀子
- デスク：吉田真紀子
- 演出補佐：馬場春樹（第3回）、松下友香（第5回）、本橋陸（第4、5回）
- AP：大河平愛子（第3回）、伊藤由理子（第4回）、碓氷陽子（第5回）
- ディレクター：松本幸導（第4回）、菅井秀一・柳原秀年・武田晋助（第3 - 5回）、仲野治夫（第5回）、吉村理恵（第4・5回）
- 演出：木村健作
- プロデューサー：三沢大助